# Mühlenbeck
Mühlenbeck è una frazione del comune tedesco di Mühlenbecker Land, nel Brandeburgo.

## Storia
Mühlenbeck fu citata per la prima volta nel 1224, e costituiva un piccolo centro rurale.
Il 26 ottobre 2003 il comune di Mühlenbeck fu fuso con i comuni di Schildow, Schönfließ e Zühlsdorf, formando il nuovo comune di Mühlenbecker Land.